# Kościół Najświętszej Marii Panny Królowej Polski w Dąbrowie Szlacheckiej
Kościół NMPKP w Dąbrowie Szlacheckiej – kościół parafialny Parafii Rzymskokatolickiej NMP Królowej Polski w Dąbrowie Szlacheckiej. Należy do dekanatu czernichowskiego (Archidiecezja krakowska). Obecnym proboszczem parafii jest ks. Mieczysław Gawor.

## Grupy działające przy Parafii
- Ministranci

## Historia
Budowę rozpoczęto w 1958 r. pod przewodnictwem komendanta miejscowej ochotniczej straży pożarnej. Kamień węgielny wmurował biskup Karol Wojtyła 5 lipca 1959 r. Mieszkańcy Dąbrowy Szlacheckiej i Wołowic ukończyli budowę 1960 r. Pierwsza msza św. została odprawiona w 1961 r. Kościół był konsekrowany 6 maja 1962 r. przez biskupa Juliana Groblickiego. W 2001 r. kościół został otynkowany, w 2002 r. wymieniono dach. Świątynia została odnowiona w 2004 r. - wymalowano wnętrze kościoła i zainstalowano nowe nagłośnienie (elektryczne dzwony i sygnaturę wygrywającą religijne melodie).